# Jacob Ndi
Jacob Elijah Ndi (* 26. März 1982 in Berlin) ist ein ehemaliger deutscher Basketballspieler.

## Laufbahn
Ndi kam in Berlin als Sohn einer ukrainischen Mutter und eines ugandischen Vaters zur Welt. Der 1,85 Meter große Aufbauspieler wurde im Nachwuchs des SSC Südwest Berlin, dann des TuS Lichterfelde ausgebildet. Einen Teil seiner Fähigkeiten eignete er sich auf Freiplätzen in den Berliner Stadtteilen Tempelhof und Steglitz an. Mit der BG Zehlendorf gelang ihm 2002 der sportliche Aufstieg in die 2. Basketball-Bundesliga, auf den die BG aber verzichtete. Ndi war noch Schüler, als er seine Heimatstadt 2002 verließ und zum Zweitligisten SV Tübingen wechselte. Er verließ die Mannschaft im Anschluss an die Saison 2002/03 und schloss sich dem Zweitligaaufsteiger SSV Lokomotive Bernau an. Mit Bernau verpasste er 2004 den Verbleib in der 2. Bundesliga, Ndi hatte für die Mannschaft im Laufe der Saison 2003/04 6,1 Punkte je Begegnung erzielt. 2005 wurde er mit Bernau Zweiter der 1. Regionalliga, er trug mit 15,6 Punkten je Einsatz zu der Platzierung bei.
2007 wechselte Ndi aus Bernau zum RSV Eintracht in die 2. Bundesliga ProB, in der Sommerpause 2008 wurde er von den Cuxhaven BasCats verpflichtet. Mit den Niedersachsen nahm der Aufbauspieler 2008/09 am Betrieb der 2. Bundesliga ProA teil und kam in zwölf Einsätzen auf 2,8 Punkte je Begegnung. Aus Verletzungsgründen verließ er Cuxhaven. In der Saison 2010/11 bestritt Ndi 18 Spiele für die Mannschaft der Interkulturellen Sportakademie Schöneberg in der 2. Regionalliga und verstärkte 2011/12 in derselben Liga die WSG Königs Wusterhausen. 2014 nahm er in der Spielart 3-gegen-3 an der Endrunde der deutschen Meisterschaft teil.